# Окситоцин
Окситоцинът е хормон, който се синтезира от паравентрикуларното ядро в хипоталамуса, оттам се складира в задния дял на хипофизата, откъдето се и отделя в кръвния поток. Секретира се по време на раждане, тъй като предизвиква ритмичното свиване на матката по време на родилния процес. Неговата секреция се потиска от половите хормони, за да се осигури безпрепятствено вгнездяване на яйцеклетката в матката. Той има отношение и за установяване на положително социално поведение майка – дете. Също така спомага за по-бързото възстановяване на матката след раждане.
Счита се, че при мъжете окситоцинът се асоциира с емоционалното обвързване. Окситоцинът е хормон с пептидна структура.
1. ↑  OXYTOCIN //  PubChem.   Посетен на 18 ноември 2016 г. (на английски)